# Bab Dschauhar
Bab Dschauhar (geb. im 12./13. Jahrhundert; gest. am 1. August 1241) war eine türkische Sklavin, Konkubine und Favoritin des Abbasiden-Kalifen al-Zahir (1175–1226, reg. 1225–1226). Sie gehörte zu seinem inneren Zirkel und hatte privilegierten Zugang zu ihm. Sie starb am 1. August 1241 und wurde in Bagdad auf dem Ruṣāfa-Friedhof unweit der Kalifengräber bestattet.